# کیت دوبلین
کیت دوبلین (انگلیسی: Keith Dublin؛ زادهٔ ۲۹ ژانویهٔ ۱۹۶۶) بازیکن فوتبال اهل بریتانیا است.
از باشگاه‌هایی که در آن بازی کرده‌است می‌توان به باشگاه فوتبال کولچستر یونایتد، باشگاه فوتبال چلسی، باشگاه فوتبال ساوتند یونایتد، باشگاه فوتبال واتفورد، باشگاه فوتبال برایتون اند هوو آلبیون، باشگاه فوتبال فارن‌بورو، و باشگاه فوتبال کارشالتون اتلتیک اشاره کرد.